# Dieter Steinecke (Politiker, 1944)

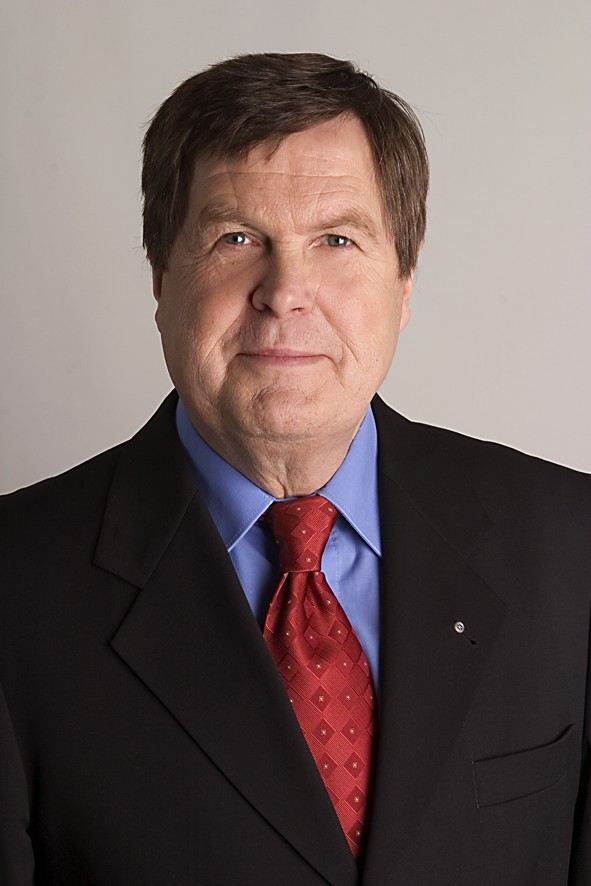
Dieter Steinecke (2006)

Dieter Friz Steinecke (* 11. Februar 1944 in Biere) ist ein deutscher Politiker (CDU). Er war von 2002 bis 2016 Mitglied und von 2006 bis 2011 sowie von 2015 bis 2016 Präsident des Landtages von Sachsen-Anhalt.

## Leben
Steinecke absolvierte in den 1950er-Jahren eine Berufsausbildung beim Magdeburger Chemiewerk Fahlberg-List. Nach dem Abschluss des Studiums in Magdeburg als Diplom-Ingenieur (FH) für Maschinenbau trat er 1976 in die DDR-Blockpartei CDU ein. 

## Lokalpolitik in Magdeburg
Von 1984 bis 1989 war er Abgeordneter der Stadtverordnetenversammlung Magdeburg. Ab 1975 arbeitete Steinecke in der Kommunalen Wohnungsverwaltung Magdeburg, ehe er im Zuge der politischen Wende 1990 Stadtrat in Magdeburg und Bürgermeister für Personal und Recht wurde. Von 1995 bis 2001 war Dieter Steinecke Beigeordneter für Umwelt, Wirtschaft und allgemeine Verwaltung der Landeshauptstadt Magdeburg. Bei der Neuwahl der Beigeordneten im Jahr 2001 konnte Steinecke sich jedoch im Stadtrat nicht mehr durchsetzen, da ihm in den Reihen der CDU-Fraktion der Rückhalt fehlte.

## Landtag in Sachsen-Anhalt
Bei der Landtagswahl 2002 in Sachsen-Anhalt trat Steinecke im SPD-dominierten Magdeburg an. Etwas überraschend wurde die CDU landesweit stärkste Partei und auch Steinecke gewann seinen Wahlkreis direkt. So zog er 2002, 2006 wie auch 2011 als Abgeordneter für den Magdeburger Süden (Landtagswahlkreis Magdeburg IV) in den Landtag ein. Dort leitete Steinecke von 2003 bis 2005 als Vorsitzender den Achten Parlamentarischen Untersuchungsausschuss („Becker-Untersuchungsausschuss“). Im April 2006 wurde er mit großer Mehrheit (96,8 %) zum Landtagspräsidenten von Sachsen-Anhalt gewählt. Gemeinsam mit Ministerpräsident Wolfgang Böhmer stand er bis 2011 dem Netzwerk für Demokratie und Toleranz vor und rief 2006 die Kampagne „Hingucken! Für ein demokratisches und tolerantes Sachsen-Anhalt“ ins Leben. Steinecke war bis September 2023 Vorsitzender des Landesverbandes Sachsen-Anhalt im Volksbund Deutsche Kriegsgräberfürsorge.
Steinecke errang bei der Landtagswahl am 20. März 2011 im Magdeburger Süden 33,5 % der Erststimmen und konnte seinen Wahlkreis somit vor dem Linke-Spitzenkandidaten Wulf Gallert (26,6 %) und der SPD-Landeschefin Katrin Budde (24,8 %) zum dritten Mal direkt gewinnen. Im Landtag war Steinecke dann mit 67 Jahren der älteste Abgeordnete und eröffnete die konstituierende Landtagssitzung als Alterspräsident. Steinecke trat nicht erneut zur Wahl des Landtagspräsidenten an. Nach dem Rücktritt seines Amtsnachfolgers Detlef Gürth wurde Steinecke am 9. Dezember 2015 erneut zum Präsidenten des Landtags gewählt. Bei der Landtagswahl am 13. März 2016 kandidierte Steinecke nicht mehr. Sein Nachfolger als Landtagspräsident wurde am 12. April 2016 Hardy Güssau.
In den Jahren 2009 und 2010 war Steinecke Mitglied der 13. und 14. Bundesversammlung.

## Auszeichnungen
- 2014: Großes Bundesverdienstkreuz
- 2016: Ehrenkreuz der Bundeswehr in Gold